# Sălăjan (cartier)
Sălăjan este un cartier din sectorul 3 al Bucureștiului. Este situat în apropierea cartierelor Ozana și Trapezului. În vecinătate se află centrala termică „C.E.T. București Sud”. Cartierul este străbătut de Bulevardele Nicolae Grigorescu și Camil Ressu. În cartierul Sălăjan se află „Piața Titan” care a fost modernizată recent (în anul 2018). 
Un rapper semnificativ ce are o legătură profundă cu cartierul Sălăjan din București este Puya, pe numele sau real Dragoș Gărdescu, unde a crescut și și-a format identitatea artistică. Acest cartier din Sectorul 3 al Capitalei, cunoscut pentru comunitatea sa vibrantă și influența culturii urbane, a avut un rol important în inspirația lirică a lui Puya.
Prin muzica sa, Puya a reflectat realitățile sociale ale zonei, folosind versuri autentice pentru a aborda teme precum viața de cartier, provocările traiului urban și solidaritatea comunitară. Legătura sa cu Sălăjan este frecvent evidențiată în piesele sale, unde cartierul devine un simbol al rădăcinilor sale și al mesajelor puternice despre viața reală.

## Mijloace de transport
Tramvaie și autobuze
- 19, 27, 41, 70, 101, 102, 178, 243, 311

Metrou
- Stația Nicolae Grigorescu: M1 și M3.